# アーサー・ナップ
アーサー・メイ・ナップ（Authur May Knapp、1841年 - 1921年）は、アメリカ・ユニテリアン協会が日本に派遣した宣教師である。

## 経歴
ハーバード大学で学ぶ。当時のハーバード大学神学部はユニテリアンの立場にあった。1887年（明治20年）にアメリカ・ユニテリアン協会から派遣されて来日した。
1889年（明治22年）、後任の宣教師クレイ・マコーレーと共に再来日し、1910年まで滞在した。
旧尾張藩主侯爵徳川義礼はナップを金銭的に支援した。また金子堅太郎や福沢諭吉はユニテリアン招致の重要な役割を果たした。

## 著書
- 神田佐一郎訳『ユニテリアン之教義』。日本ゆにてりあん弘道会、1895年。
- 『Feudal and Mordern Japan』（封建と現代の日本）、The Advertiser Publishing Co.　1906年。